# Patrick Gérard
Pour les articles homonymes, voir Gérard.
Ne doit pas être confondu avec le mathématicien Patrick Gérard.
Patrick Gérard, né le 30 décembre 1957 à Nancy, est un haut fonctionnaire et homme politique français.
Conseiller d'État, il est également membre associé-correspondant national de l’Académie de Stanislas et membre d'honneur de l'Académie nationale des sciences, belles-lettres et arts de Bordeaux.
Ancien professeur de droit public au Conservatoire national des arts et métiers (CNAM), il a été maire de Vincennes (Val-de-Marne) de 1996 à 2002 et recteur de l'académie de Paris de 2008 à 2012, professeur associé à l’université Paris Descartes (Paris V) de 2012 à 2017 et président du conseil d’administration de l’Institut national du patrimoine (INP) de 2010 à 2017.
À partir de 2017, il est directeur de l'École nationale d'administration, jusqu'à sa dissolution en 2021.

## Biographie

### Jeunesse et études
Patrick Gérard effectue ses études secondaires au lycée Henri-Poincaré de Nancy. Après son baccalauréat C en 1974, il étudie à l'université Nancy II et obtient sa licence en droit en 1977. Admis à l'Institut d'études politiques de Paris, il est diplômé de la section Service public en 1978. Il obtient la même année une maîtrise en droit public à l'université Paris II Panthéon-Assas, puis un DEA en finances publiques et fiscalité en 1979, et enfin un DEA en droit public interne en 1980.
En 1986, il obtient un doctorat en droit (spécialité droit public) à l'université d'Assas, ayant soutenu une thèse sur l'élection présidentielle américaine de 1984 préparée sous la direction de Denis Lévy. Il y obtient l'habilitation à diriger des recherches en 1989.
Il est reçu au concours d'agrégation de droit public en 1992.

### Carrière universitaire
Il devient le 1er janvier 1980 assistant en droit au Conservatoire national des arts et métiers, établissement dans lequel il fera presque la quasi-totalité de sa carrière universitaire. Il est nommé maître de conférences le 1er octobre 1988. Il devient professeur des universités trois ans plus tard, tout d'abord à l'université d'Orléans durant deux ans, puis au Conservatoire national des arts et métiers du 1er septembre 1994 au 21 septembre 2006. 
De 1993 à 2006, Patrick Gérard est détaché durant de longues périodes pour occuper diverses fonctions administratives et n'enseigne de manière effective qu'entre octobre 1992 et juin 1993 (Orléans) et entre février 1999 et octobre 2002 (Paris) où il enseigne notamment le droit de l’urbanisme. Il est l’auteur, aux éditions Eyrolles, de l’ouvrage Pratique du droit de l’urbanisme. 
De 1992 à 2002, il professe le cours d’institutions politiques françaises à l’École des mines de Paris (Mines Paris Tech). Il enseigne de nouveau le droit public depuis octobre 2012 puisqu’il est élu et nommé en qualité de professeur des universités associé à mi-temps à l'université Paris Descartes (PRES Sorbonne Paris Cité) à partir de l'année 2012-2013 et assure un cours à l'École d'affaires publiques de Sciences Po.
Patrick Gérard est nommé professeur associé au CNAM en novembre 2021.
Il publie en janvier 2022 la deuxième édition de l’ouvrage La Juridiction administrative (La Documentation française).
En septembre 2023, il publie un Dictionnaire de la Constitution, aux éditions LexisNexis (collection Objectif droit).
En 2024, il refuse d'être nommé directeur par intérim de Sciences Po.
En mars 2024, il publie avec Christophe Robert, aux Editions Eyrolles, la 8e édition de La pratique du droit de l'urbanisme, ouvrage couronné par l'Académie des sciences morales et politiques.
En août 2024, il publie la 6e édition de L'administration de l'Etataux éditions LexisNexis.

### Carrière administrative
Conseiller chargé des affaires juridiques et de l'enseignement supérieur au cabinet du ministre de l'Éducation nationale François Bayrou d'avril 1993 à mai 1994, il est ensuite recteur de l'académie d'Orléans-Tours de mai 1994 à juin 1996. Nommé dans cette fonction à l’âge de trente-six ans, il devient le deuxième plus jeune recteur d’académie nommé en France depuis l’existence du statut des recteurs de 1854, après le recteur Armel Pécheul, nommé recteur de l'académie de Limoges, en juillet 1986, à l'âge de 35 ans. Son mandat est marqué par un fort développement de l’enseignement professionnel dans un territoire d’exercice complexe (le troisième du pays en superficie après Toulouse et Bordeaux et constitué de six départements).
Il est ensuite directeur du Centre national des œuvres universitaires et scolaires de décembre 1996 à février 1999. Il y met en place une réforme des CROUS qui réserve la vice-présidence des conseils d’administration aux étudiants et qui donne un statut aux personnels ouvriers.
À la suite du changement de majorité, Patrick Gérard devient en juillet 2002 recteur de l'académie de Bordeaux, ce qui lui vaut ensuite d’être élu par ses collègues président de la Conférence des recteurs français, puis en juillet 2004, il est nommé directeur de l'enseignement scolaire au ministère de l'Éducation nationale lorsque François Fillon élabore et met en œuvre la loi sur l’avenir de l’école, et enfin en juin 2005 il devient directeur du cabinet du ministre de l'Éducation nationale, de l'Enseignement supérieur et de la Recherche Gilles de Robien, poste qu’il quitte fin septembre 2006 lorsqu'il est nommé conseiller d'État par le Conseil des ministres ; il est affecté à la section du Contentieux.
En juillet 2007, à la suite de la démission de Michel Dobkine, directeur de cabinet de la garde des Sceaux Rachida Dati, Patrick Gérard est chargé de ces nouvelles responsabilités au ministère de la Justice. Il les conserve jusqu’en novembre 2008 quand le remplace à son tour François Séners. Durant cette période, il gère la réforme de la carte judiciaire, prépare le projet de loi instituant le contrôleur général des lieux de privation de liberté et participe à l'élaboration de la réforme constitutionnelle de 2008.
Patrick Gérard est nommé recteur de l'académie de Paris, chancelier des universités de Paris, par le Président de la République le 3 décembre 2008, en remplacement de Maurice Quénet.
En février 2009, dans le cadre de la mobilisation universitaire, au titre de la sécurité des lieux dont il a la responsabilité en qualité de recteur de Paris, il porte plainte « pour dégradations » et « violence sur agent » à la suite de l'occupation musclée de la Sorbonne par un groupe de manifestants. Il organise, avec la ville de Paris, à partir de 2010, les travaux de rénovation de la bibliothèque universitaire de la Sorbonne et la mise aux normes de sécurité de tout le bâtiment.
Dans une académie la plus dotée de France en établissements supérieurs, le rôle du recteur de Paris apparaît alors essentiel dans la mise en œuvre de la Loi relative aux libertés et responsabilités des universités (LRU) du 10 août 2007 dite « d'autonomie des universités » qui prévoit qu'avant janvier 2013, toutes ces structures deviennent autonomes dans les domaines budgétaire et immobilier, ainsi que dans la gestion de leurs ressources humaines. S'ajoute à ces évolutions profondes la politique de revalorisation de l'immobilier des universités françaises à travers le Plan campus (doté pour Paris d'un budget de 700 millions d'€ et d’une dotation de 150 millions d’euros pour les équipements de logement étudiants ; à ce titre la Sorbonne ouvre un nouveau centre à Clignancourt en 2011, et la faculté de droit d’Assas est complètement refaite en 2012). Le recteur Patrick Gérard, en sa qualité de coordinateur des recteurs d’Île-de-France, devient le premier président de l’Établissement public d'aménagement universitaire de la région Île-de-France (EPAURIF), créé par le décret du 26 août 2010.
Pour la première fois à Paris, selon les instructions du gouvernement qui souhaite faire évoluer la carte scolaire, le recteur modifie le système d’affectation des élèves entrant au lycée en permettant aux élèves boursiers ayant eu de bons résultats au collège d’accéder aux lycées les plus prestigieux. Cette politique a des résultats sensibles : une étude de l’École d’économie de Paris, publiée en 2014, montre que la mixité sociale s’est accrue d’un tiers entre 2008 et 2012 : il s’agit, écrit le Monde, d’une « petite révolution sans bruit ».
Le mandat de Patrick Gérard au rectorat de Paris est aussi marqué par des accords importants signés avec le Sénat de Berlin pour développer l’enseignement de l’allemand dans les écoles et les collèges parisiens et par une réforme de la carte scolaire permettant aux élèves issus des quartiers nord de Paris d’avoir accès aux lycées du centre de la capitale. Un autre accord est signé à son initiative avec la ville de Paris pour permettre de nouvelles constructions à la Cité internationale universitaire de Paris (CIUP). Enfin une convention est signée avec le ministère de la Défense et l’Agence nationale pour la rénovation urbaine (ANRU) afin de créer, à la place de la caserne Lourcine, boulevard de Port-Royal, un nouveau campus accueillant un internat d’excellence et des locaux supplémentaires pour l’université Paris-1 Panthéon-Sorbonne. Patrick Gérard inaugure en mars 2012 le restaurant universitaire Mabillon complètement rénové et demande au CROUS de Paris de se lancer dans un projet de construction d’une péniche qui serait installée sur la rive gauche de la Seine et servirait de restaurant universitaire aux étudiants de l’université Paris-Diderot.
À la suite du changement de majorité en mai 2012, il remet son poste de recteur de Paris à la disposition du Gouvernement et réintègre le Conseil d'État le 19 juillet 2012 où il est affecté à la section de l'Intérieur. Il est remplacé par François Weil. Il prononce le 15 février 2013 une conférence intitulée « Brève histoire de l’Université de Paris »  en séance publique de l’académie de Stanislas à Nancy et, en juillet 2013, dans les mélanges en l’honneur de Pierre Grégory, livre une contribution à caractère historique et institutionnel sur « Le recteur et son académie ». En septembre 2015, il devient rapporteur général et président adjoint de la section du rapport et des études du Conseil d'Etat.
Patrick Gérard a également été nommé président de l’Institut national du Patrimoine le 9 septembre 2010 et renouvelé dans ses fonctions par décret du Président de la République le 10 octobre 2013 ; il a été auditeur de la 52e session nationale (1999-2000) de l’Institut des hautes études de défense nationale. Il est également président de la commission de sélection des candidats aux fonctions d’inspecteur général des affaires culturelles et président de la commission chargée d'apprécier l'aptitude des personnes non titulaires du doctorat à exercer les fonctions de recteur. Il a publié en 2014 un manuel destiné aux candidats aux concours de la fonction publique sur L'administration de l’État et en 2017 un ouvrage sur la juridiction administrative.
Parmi les candidats à la direction de l'École nationale d'administration en juillet 2017, il est retenu par un jury où figure l'ancien Président du Conseil des ministres italien et commissaire européen Mario Monti.
De 2017 à 2021, il dirige l'École nationale d'administration et est le dernier directeur de l’ENA.
Le 9 août 2017, il est nommé, par décret du Président de la République, directeur de l'ENA. A ce titre, il engage en 2018 une réforme de la scolarité organisée autour des compétences attendues des hauts fonctionnaires, crée un concours d’entrée à l’ENA pour les titulaires du doctorat, simplifie l’organisation de l’Ecole et s’attaque à la réduction du déficit budgétaire de l’ENA. En 2019, il ouvre une seconde classe préparatoire « égalité des chances »  –  pour des étudiants brillants de milieu modeste – à Strasbourg et crée un mastère d’expert en affaires européennes. Lorsqu’est annoncée la possible suppression de l’ENA, il publie une vigoureuse tribune de défense de l’Ecole dans Le Figaro,  soulignant que l’ENA est une marque de la France dans le monde. Il continue à réformer la scolarité de l’ENA pour les promotions en cours de formation et rappelle que l’ENA, souvent accusée d’absence de diversité sociale, accueille parmi ses élèves 26% d’anciens bousiers de l’enseignement supérieur. Dans cet esprit, il demande et obtient du Premier ministre la suppression de la limitation du nombre de présentations possible au concours et l’augmentation de la rémunération des élèves issus du concours interne.
Après la décision du président de la République, annoncée le 8 avril 2021, de supprimer l’ENA et de créer l’Institut national du service public, Patrick Gérard demande sa réintégration au Conseil d’Etat le 1er septembre 2021. Il est nommé le 15 octobre 2021 président adjoint de la section de l’administration du Conseil d’Etat.
Le 8 novembre 2022, Il est nommé président suppléant de la section des assurances sociales du Conseil national de l’ordre des médecins.
D'octobre 2017 à décembre 2021, Patrick Gérard est membre du conseil d’administration de l’Ecole nationale de la magistrature.
En mars 2024, il est nommé vice-président du jury des premier, deuxième et troisième concours d'accès à l'Ecole nationale de la magistrature pour la session 2024.
Par Ordonnance Souveraine du 16 décembre 2024, il est nommé Conseiller d'Etat de la Principauté de Monaco pour une dure de trois ans.

### Carrière politique
Président du Collectif des étudiants libéraux de France de 1978 à 1981, puis du Mouvement des jeunes giscardiens de 1981 à 1986, Patrick Gérard a par ailleurs assuré plusieurs responsabilités électives. Durant son mandat de maire de Vincennes de 1996 à 2001 puis de 2001 à 2002 ont été réalisés la médiathèque Cœur-de-ville, la rénovation du château de Vincennes et le réaménagement du quartier de la gare des Rigollots dans l'est de la commune vers Fontenay-sous-Bois ainsi que la création d’un service de permanence médicale.
Il a été conseiller régional d'Île-de-France de 1992 à 1998 et de 1998 à 2002.

## Publications
- L'élection présidentielle américaine de 1984, LGDJ, 1987.
- George Bush président : histoire d'une élection, Presses Universitaires de Nancy, 1989.
- Le président des États-Unis, PUF, coll. "Que sais-je ?", 1991 ; 2e éd., 1994.
- Pratique du droit de l'urbanisme (ouvrage couronné par l'Académie des Sciences morales et politiques), Eyrolles, 1993 ; 8e éd., avec Christophe Robert, 2024
- Lexique des collectivités locales, PUF, 1995.
- L'administration de État, LexisNexis, 2014 ; 6e éd., 2024.
- La juridiction administrative, La Documentation française, 2017 ; 2e éd., 2022.
- Dictionnaire de la Constitution, LexisNexis, 2023.

## Décorations
- Commandeur de la Légion d'honneur Il est fait chevalier le 13 juillet 2000[49], puis est promu officier le 31 décembre 2009[50], puis commandeur le 13 juillet 2023[51].
- Commandeur de l'ordre national du Mérite Il est fait chevalier le 10 mai 1995[52], promu officier le 14 mai 2004[53], et commandeur le 15 novembre 2018[54].
- Commandeur de l'ordre des Palmes académiques Il est nommé ex officio au grade de commandeur lors de sa nomination en tant que recteur de l'académie d'Orléans-Tours en mai 1994.
- Commandeur de l'ordre des Arts et des Lettres Il est nommé officier le 15 décembre 2011[55] et promu commandeur le 31 août 2018[56]
- Croix d'officier de l'ordre du Mérite d’Allemagne. Il est nommé à ce grade en 2007.